# Schizobranchia
Schizobranchia är ett släkte av ringmaskar. Schizobranchia ingår i familjen Sabellidae.
Kladogram enligt Catalogue of Life:
| Schizobranchia | \| \| Schizobranchia affinis \| \| \| \| \| \| Schizobranchia dubia \| \| \| \| \| \| Schizobranchia insignis \| \| \| \| |
|                | \| \| Schizobranchia affinis \| \| \| \| \| \| Schizobranchia dubia \| \| \| \| \| \| Schizobranchia insignis \| \| \| \| |
|                | Schizobranchia affinis |
|                | |
|                | Schizobranchia dubia |
|                | |
|                | Schizobranchia insignis                                                                                                   |
|                | |